# Зак Макгоун
Зак Макгоун (англ. Zach McGowan) — американський кіноактор. Найвідомішими ролями є Джоді в телевізійному серіалі «Безсоромні», Чарльза Вейна в телесеріалі «Чорні вітрила» та короля Роана у серіалі «100». Також знімався у фільмах «Термінатор: Спасіння», «Місія порятунку».

## Біографія
Зак Макгоун народився в Нью-Йорку у сім'ї Вінсента і Бренди Макгоун. У нього є два старших брати Дуг і Метт. В юності Макгоун займався боксом і джиу-джитсу, а також деякий час грав в американський футбол. Перед тим як вступити до коледжу Карлтон, він відвідував Школу етичної культури Філдстона.
27 вересня 2008 року Макгоун одружився з Емілі Джонсон. Вони мешкають разом у Лос-Анджелесі.

## Фільмографія
| Рік       | Українська назва                    | Оригінальна назва                        | Роль                                               | Примітки                                     |
| --------- | ----------------------------------- | ---------------------------------------- | -------------------------------------------------- | -------------------------------------------- |
| 2006      | Місія порятунку                     | The Hunt for Eagle One                   | Джексон                                            |                                              |
| 2007      |                                     | Two Dudes Catering                       | самого себе                                        | реаліті-шоу                                  |
| 2008      | C.S.I.:Місце злочину Маямі          | CSI: Miami                               | Курт Грінфілд                                      | Епізод: «Wrecking Crew»                      |
| 2008      | 4исла                               | Numb3rs                                  | Кейт Джексон                                       | Епізод: «High Exposure»                      |
| 2008      | Щасти, Чарлі!                       | Good Luck Charlie                        | Щасливий кінь                                      | Епізод: «Butt Dialing Duncans»               |
| 2009      | Термінатор: Спасіння                | Terminator Salvation                     | пілот                                              |                                              |
| 2009      |                                     | Boom Blox                                | Ковбой Бівер                                       | Відеоігра                                    |
| 2009      | Залізна людина                      | Iron Man                                 | Marc Scarlotti / Whiplash / Stark Engineer (голос) | Відеогра                                     |
| 2009      | Детектив Раш                        | Cold Case                                | Corporal Clerk                                     | Епізод: «Libertyville»                       |
| 2009      | Втрата контролю                     | Losing Control                           | Террі                                              |                                              |
| 2009      | Концепція                           | Conception                               | Джоель                                             |                                              |
| 2011      |                                     | Man Eating Super Snake                   | Голос                                              | Discovery Channel, TV Movie                  |
| 2011      | Тіло як доказ                       | Body of Proof                            | Вінсент Стоун                                      | Епізод 3: «Helping Hand»                     |
| 2011      |                                     | Tom Clancy's Ghost Recon: Future Soldier | Примара (голос)                                    | Відеогра                                     |
| 2012      |                                     | Anarchy Reigns                           | Ніколай Дмітрій Булигін                            | Відеогра                                     |
| 2012      | Таргани                             | Cockroaches                              | Джонні Слім                                        |                                              |
| 2012      | Знімок                              | Snapshot                                 | Томас Грейді                                       |                                              |
| 2012      |                                     | Dating Rules from My Future Self         | Джаггер                                            | Епізод: «What Is Love?» та «Change YR World» |
| 2012      | Безсоромні                          | Shameless                                | Джоді                                              | Сезони 2 & 3                                 |
| 2012      |                                     | Resident Evil: Operation Raccoon City    | голос                                              | Відеогра                                     |
| 2014–2016 | Чорні вітрила                       | Black Sails                              | Чарльз Вейн                                        | В головних ролях                             |
| 2014      | Дракула. Невідома історія           | Dracula Untold                           | Циганський барон                                   |                                              |
| 2015      | Закон і порядок: Спеціальний корпус | Law & Order: Special Victims Unit        | Антон                                              | Сезон 17, епізод 6 — «Maternal Instincts»    |
| 2016-2017 | 100                                 | The 100                                  | Король Роан                                        | сезони 3 та 4                                |
| 2016      | Нереально                           | UnREAL                                   | Брок                                               | епізод: «Casualty»                           |
| 2017      | Агенти Щ.И.Т.                       | Agents of S.H.I.E.L.D.                   | Антон Іванов                                       | 4 епізоди                                    |
| 2018      | Смертельні перегони 4               | Death Race: Beyond Anarchy               | Коннор Гібсон                                      |                                              |